# پرچم بوتسوانا
پرچم بوتسوانا برای اولین بار در ۳۰ سپتامبر ۱۹۶۶ به رسمیت شناخته شد. به‌عنوان پرچم ملی شناخته می‌شود و همچنین دارای تناسب ۲:۳ می‌باشد.